# ویندوز اکس‌پی
ویندوز اکس‌پی (به انگلیسی: Windows XP) سیستم عاملی است که بر روی کامپیوتر های شخصی، لپتاپ و تبلت های خانگی و تجاری و مراکز رسانه ای مورد استفاده قرار می گیرد. ویندوز XP اولین نسخه خانگی ویندوز است که از خانواده ویندوز ان‌تی است. این سیستم عامل یکی از محبوب ترین نسخه های سیستم عامل ویندوز است و اولین بار در تاریخ ۲۵ اکتبر ۲۰۰۱ (۳ آبان ۱۳۸۰) عرضه شد. ویندوز XP یکی از سیستم‌عامل‌ هایی است که اسم رمز «ویسلر» (Whistler) را بر خود داشت؛ چرا که در طول توسعهٔ ویندوز ایکس‌پی، بسیاری از کارکنان مایکروسافت در تفریحگاه ویسلر در کانادا مشغول ساخت آن بودند. ویندوز اکس‌پی بر روی هسته ویندوز ان‌تی و ۲۰۰۰ پایه‌گذاری شد و جانشین دو ویندوز 2000 و ME گردید. این سیستم عامل از سال ۲۰۰۴ تا ۲۰۱۱  جزء پرفروش ترین سیستم عامل کامپیوترها بود و همچنان از آن درکنار ویندوز 7 به عنوان موفق‌ترین و محبوب ترین ویندوز تاریخ شناخته می‌شود.

 با این حال مایکروسافت پشتیبانی از ویندوز XP را متوقف کرد.با توجه به پایان پشتیبانی از این ویندوز، توصیه ارتقا به ویندوز ۱۰ و ویندوز ۱۱ است؛ زیرا دیگر بروزرسانی‌های امنیتی را دارا نمی‌شود و سیستم را در معرض خطر ویروس‌ها، هکرها و بدافزار‌ها قرار می‌دهد.
شرکت مایکروسافت ویندوز اکس‌پی را به منظور به روز کردن رابط کاربری (ظاهر سیستم‌عامل)، افزودن ویژگی‌های تازه، یکدست کردن «مبنای کد» بین اعضای مختلف خانواده مایکروسافت ویندوز و فراهم آوردن یک پلتفرم باثبات‌تر، پایه‌گذاری و در سال ۲۰۰۱ روانه بازار کرد.
ویندوز اکس پی یکی از محبوب‌ترین سیستم‌های عامل کامپیوتر در جهان به‌شمار می‌رود که گفته می‌شود بیش از چهارصد میلیون نسخه از آن در حال استفاده است. با این حال مایکروسافت اعلام کرده دیگر به شرکت‌های عمده سازنده کامپیوتر نظیر دل، اچ پی و توشیبا مجوز نصب سیستم‌عامل قبلی را بر روی کامپیوترهای تولیدی نخواهد داد و از ژانویه ۲۰۰۸ ویندوز اکس‌پی بر روی کامپیوترهای جدید عرضه نشد.
ویندوز اکس‌پی در ابتدا در دو نسخه خانگی و حرفه‌ای عرضه شده‌بود. ویندوز اکس‌پی از چندین زبان مختلف از جمله فارسی پشتیبانی می‌کرد.

## سخت‌افزار لازم
|                    | حداقل | توصیه شده |
| سرعت پردازش        | ۲۳۳ مگا هرتز                                                                                                   | ۳۰۰ مگا هرتز یا بیشتر                                                                                          |
| حافظه RAM          | ۶۴ مگابایت | ۱۲۸ مگابایت |
| کارت گرافیک        | سوپر وی‌جی‌ای (۸۰۰x۶۰۰) یا تفکیک‌پذیری بالاتر                                                                     | سوپر وی‌جی‌ای (۸۰۰x۶۰۰) یا تفکیک‌پذیری بالاتر                                                                     |
| فضای خالی دیسک سخت | حدود ۱٫۵ گیگابایت یا بیشتر (۱٫۸ گیگابایت فضای اضافه برای سرویس پک دو، ۹۰۰ مگابایت فضای اضافه برای سرویس پک سه) | حدود ۱٫۵ گیگابایت یا بیشتر (۱٫۸ گیگابایت فضای اضافه برای سرویس پک دو، ۹۰۰ مگابایت فضای اضافه برای سرویس پک سه) |
| گرداننده نوری      | سی‌دی یا دی‌وی‌دی-رام (فقط برای نصب ابزارها به وسیلهٔ دی‌وی‌دی یا سی‌دی)                                              | سی‌دی یا دی‌وی‌دی-رام (فقط برای نصب ابزارها به وسیلهٔ دی‌وی‌دی یا سی‌دی)                                              |

## ویرایش‌ها
ویندوز XP در ویراش‌های مختلفی ارائه شده‌است که از رایج‌ترین آن‌ها می‌توان به ویندوز XP ویرایش خانگی برای کاربران خانگی ویندوز XP حرفه‌ای که قابلیت‌های دیگری همچون پشتیبانی از دامنه ویندوز سرور را دارد مناسب کاربران حرفه‌ای و تجاری است، اشاره کرد. ویندوز XP ویرایش Media Center نیز در حقیقت همان ویندوز XP حرفه‌ای است که قابلیت‌های اضافی در مورد سیستم‌های چند رسانه‌ای همچون تماشای TV، مشاهده DVD و شنیدن موزیک دارد. ویندوز XP ویرایش Tablet PC برای اجرا در پلت فرم‌های Table PC طراحی شده‌است. همچنین دو ویرایش ۶۴ بیتی از ویندوز XP وجود دارد: ویندوز XP ویرایش ۶۴ بیتی برای پردازنده‌های ایتانیوم و ویندوز XP ویرایش حرفه‌ای x۶۴ برای پردازنده‌های x۸۶–۶۴.
ویندوز ایکس پی بعد از ویندوز ۹۸ یکی از محبوبترین سیستم عاملهایی بود که شرکت مایکروسافت تصمیم به تولید آن گرفت.
البته نسخه‌های متفاوتی از این ویندوز وجوددارد ولی پرمصرف‌ترین نسخه آن بر روی سیستم‌های خانگی و اداری ویندوز ایکس پی پروفشنال بود که محبوبیت بسیار زیادی در بین کاربران ایرانی داشت. هنوز هم البته با وجود اینکه بعد از ویندوز xp سیستم عامل‌های دیگری هم تولید شد ولی در بعضی از سیستم‌ها هنوز از این ویندوز محبوب استفاده می‌شود.
ویندوز XP به خاطر بهبود کارایی و پایداری نسخه‌های قبلی ویندوز، مورد توجه قرار گرفته‌است. در ویندوز XP، واسط گرافیکی کاربر کاملاً از نو طراحی شده‌است و بسیار کاربر پسندتر از نسخه‌های قبلی ویندوز مایکروسافت است. قابلیت‌های مدیریت نرم‌افزاری جدیدی در XP معرفی شده‌اند که کاربران را از جهنم DLLها که در نسخه‌های قبلی همه را به ستوه درمی‌آورد، رهایی می‌بخشد. XP اولین نسخه از ویندوز است که از فعال‌سازی محصول برای مقابله با قوانین تخلف نرم‌افزاری استفاده می‌کند.
با وجود تمام قابلیت‌های موجود، XP به خاطر آسیب‌پذیری‌های امنیتی، وجود برنامه‌های جانبی مایکروسافت همچون اینترنت اکسپلورر و ویندوز مدیا پلیر در ویندوز به صورت پیش‌فرض و برخی زمینه‌های واسط کاربر، مورد انتقاد کاربران قرار گرفته‌است.
در ویرایش اصلی ویندوز، ویرایش خانگی برای کاربران خانگی و ویرایش حرفه‌ای، برای کاربران حرفه‌ای و تجاری است. علاوه بر این ویرایش Media Center نیز موجود می‌باشد.
در زیر برخی از قابلیت‌های اضافی ویندوز XP نسخه حرفه‌ای نسبت به نسخه خانگی آمده‌است:
1. توانایی پیوستن به دامنه ویندوز سرور، گروهی از کامپیوترها که از راه دور به وسیله یک یا چند سرور مرکزی مدیریت می‌شوند (اکثر کسب و کارهایی که از ویندوز استفاده می‌کنند دامنه و ویندوز سرور دارند).
2. استفاده از طرح‌های لیست کنترل دسترسی برای تعیین اجازه دسترسی به فایل‌ها به کاربران خاص، البته کاربران می‌توانند از ابزارهایی برای از بین بردن این اجازه دسترسی‌ها استفاده کنند. رفتن به حالت امن یکی از راه‌های اصلاح لیست کنترل دسترسی‌ها است.
3. سرور سرویس‌های ترمینال که امکان استفاده از ویندوز را به کاربران کامپیوترهای دیگر از طریق شبکهٔ محلی یا اینترنت می‌دهد.
4. فولدر و فایل‌های offline که به PC امکان ذخیره و اجرای یک کپی از فایل‌های کامپیوترهای دیگر موجود در شبکه در حالت قطع بودن اتصال را می‌دهد.
5. سیستم فایل رمزنگاری شده، که فایل‌های ذخیره شده در هارد دیسک را رمزنگاری می‌کند و در نتیجه به کاربران غیرمجاز دیگر اجازه خواندن آن‌ها را نخواهد داد.
6. قابلیت‌های مدیریتی متمرکز شده، شامل سیاست‌های گروهی، نصب و نگهداری خودکار نرم‌افزار، سرویس‌های نصب از راه دور (RIS).
7. پشتیبانی از دو واحد پردازش مرکزی و توانایی‌های هایپر تردینگ که در پردازنده‌های مدرن به عنوان بخشی از یک پردازنده فیزیکی در نظر گرفته می‌شود.[۲][۳]

### ویندوز XP برای سخت‌افزارهای خاص
مایکروسافت نسخه‌هایی سفارشی از ویندوز XP برای بازار سخت‌افزارهای خاص را نیز عرضه کرده‌است. پنج نسخه ویندوز XP برای سخت‌افزارهای خاص است که دوتای آن‌ها مخصوص پردازنده‌های ۶۴ بیتی است.

#### ویرایش ۶۴ بیتی ویندوز اکس‌پی
«ویرایش ۶۴ بیتی ویندوز XP» برای کامپیوترهای با پردازنده ایتانیوم طراحی شده‌است. عرضه این نسخه در سال ۲۰۰۵ پس از اتمام تولید سیستم‌های ایتانیوم، توسط کمپانی Hewlett Packard آخرین کمپانی عرضه‌کننده سیستم‌های ایتانیوم متوقف شد. البته در نسخه‌های سرور ویندوز همچنان از پردازنده‌های ایتانیوم پشتیبانی می‌شود.

#### ویرایش x۶۴ ویندوز XP حرفه‌ای
«ویرایش x۶۴ ویندوز حرفه‌ای» بر اساس ویندوز سرور ۲۰۰۳ طراحی شده‌است و پردازنده‌های AMD ۶۴ و نسخه توسعه یافته معماری IA-۳۲ اینتل را پشتیبانی می‌کند. این معماری در چیپ‌های اوپترون و Athlon ۶۴ شرکت AMD و نسخه‌های توسعه یافته اکس۸۶-۶۴ با سازگاری گسترده چیپ‌های اینتل یافت می‌شود.
مایکروسافت در نسخه‌های قبلی ویندوز نیز میکروپروسسورهای خاص را پشتیبانی می‌کرد. البته ویندوز NT پردازنده‌های ۶۴ بیتی را به عنوان ۳۲ بیتی در نظر می‌گرفت. فایل‌های لازم برای تمام معماری‌های مختلف پردازنده‌ها در CD نصب XP موجود است و نیازی به خرید نسخه‌های مجزا نمی‌باشد.

#### ویرایش Media Center ویندوز اکس‌پی
«ویرایش Media Center ویندوز XP» برای کامپیوترهای media center پیاده‌سازی شده‌است. این نسخه تنها در همان کامپیوترها موجود است و به صورت مجزا به فروش نمی‌رسد. در سال ۲۰۰۳ این نسخه تحت عنوان «ویندوز XP ویرایش Media center ۲۰۰۳» به هنگام شد که قابلیت‌های جدیدی همچون امکان استفاده از رادیو FM به آن اضافه شده بود. در سال‌های ۲۰۰۴ و ۲۰۰۵ نیز این ویرایش ارتقاء داده شد.

#### ویرایش Tablet PC ویندوز اکس‌پی
مایکروسافت این نسخه را به‌طور خاص برای کامپیوترهای لپ‌تاپ/نت بوک که به آن‌ها اصطلاحاً تبلت می‌گویند، طراحی کرده‌است. این ویرایش یادداشت‌های دست نوشته، صفحات نمایش تصویر-گرا و صفحات نمایش حساس به قلم را پشتیبانی می‌کنند. این ویرایش نیز به همراه کامپیوتر Tablet به فروش می‌رسد و امکان خرید مجزای آن وجود ندارد.

#### ویندوز XP نهفته
این ویرایش برای کاربرد در وسایل الکترونیکی خاصی همچون بسته‌های Set-top، کیوسک‌ها، دستگاه‌های خودپرداز، وسایل پزشکی، دستگاه‌های POS و مؤلفه‌های پروتکل صدا روی اینترنت (VOIP) پیاده‌سازی شده‌است.

#### ویندوز پایه برای کامپیوترهای شخصی قدیمی
در ژوئیه ۲۰۰۶ مایکروسافت یک نسخه محدود شده(thin-client) از ویندوز XP برای PCهای قدیمی ارائه کرد که تنها برای مشتریان بیمه نرم‌افزاری مایکروسافت مایکروسافت که می‌خواهند سیستم عامل خود را به XP ارتقا دهند ولی به هر دلیل تمایلی به خرید سخت‌افزارهای مورد نیاز برای XP ندارند، عرضه می‌شود.

### ویرایش مبتدی ویندوز XP
این ویرایش ویندوز XP نسخه ارزان قیمتی است که در کشورهای تایلند، ترکیه، مالزی، اندونزی، روسیه، هند، برزیل، آرژانتین، شیلی، مکزیک، اکوادور، اروگوئه و ونزوئلا موجود است. این ویرایش شبیه ویرایش خانگی است ولی محدودیت‌های خاصی همچون اجازه اجرای تنها سه برنامه به‌طور هم‌زمان را دارد.
بر طبق گفته انتشارات مایکروسافت، ویرایش مبتدی ویندوز XP، «یک ویرایش ارزان قیمت مایکروسافت ویندوز XP است که برای کاربران مبتدی PC در کشورهای در حال توسعه طراحی شده‌است.»
ویرایش مبتدی امکانات خاصی برای بازارهای غیرآمریکایی، جایی که مشتریان ممکن است سواد کامپیوتری نداشته باشند، دارد. به عنوان مثال امکانات راهنمای محلی شده برای آن‌هایی که به زبان انگلیسی صحبت نمی‌کنند، تصاویر پس زمینه مخصوص هر کشور
و محافظ صفحه نمایش‌هایی مخصوص و تنظیمات پیش‌فرض دیگری که برای استفاده راحتتر از ویندوز XP طراحی شده‌است، برخی از امکانات مخصوص این ویرایش است.
به علاوه این ویرایش محدودیت‌هایی دارد که اعمال آن‌ها باعث ارزانتر شدن آن نسبت به نسخه‌های دیگر ویندوز XP شده‌است.
در این ویرایش تنها سه برنامه به‌طور هم‌زمان اجازه اجرا دارند و هر برنامه نیز حداکثر می‌تواند سه پنجره بازداشته باشد. بیشترین رزولوشن به ۷۶۸×۱۰۲۴ محدود شده‌است و هیچ پشتیبانی از دامنه و شبکه‌های کارگروهی نمی‌شود. همچنین این ویرایش برای پردازنده‌های کم توانی همچون سلرون اینتل و Duron کمپانی AMD ساخته شده‌است. در این ویرایش حداکثر حافظه اصلی ۲۵۶ مگابایت و ۸۰ گیگا بایت هارد دیسک را پشتیبانی می‌کند. (البته مایکروسافت به صورت واضح اعلام نکرده‌است که این محدودیت برای اندازه کل دیسک است با برای هر پارتیشن) و بالاخره اینکه گزینه‌های محدودی برای سفارشی‌سازی تم‌ها، دسک تاپ و نوار ابزار موجود است.
در ۱۹ اکتبر ۲۰۰۶ مایکروسافت اعلام کرد که ۱٫۰۰۰٫۰۰۰ نسخه از ویرایش مبتدی ویندوز XP را به فروش رسانده‌است.
اما در تولید انبوه این ویرایش توفیق چندانی نداشته‌است. نسخه‌های کرک شده و استفاده بدون مجوز از این ویرایش نیز بسیار موجود است.

### ویرایش N ویندوز XP
در مارس ۲۰۰۴ کمیسیون اروپا مایکروسافت را ۴۹۷ میلیون یورو (معادل ۶۰۳ میلیون دلار آمریکا) جریمه کرد و دستور داد تا یک نسخه از ویندوز بدون ویندوز مدیاپلیر تهیه کند. کمسیون ادعا کرد که مایکروسافت «قانون رقابت اتحادیه اروپا را با مونوپلی در بازار سیستم عامل‌های PC برای سرور (محاسبات) و مدیا پلیرها نقض کرده‌است» به هر حال مایکروسافت طبق قانون عمل کرد و نسخه‌ای را مطابق قانون تصویب شده عرضه کرد که در آن ویندوز مدیا پلیر وجود ندارد، اما در عوض کاربران را تشویق می‌کند که مدیاپلیر خود را دانلود کنند. مایکروسافت در ابتدا قصد داشت نام این ویرایش را بدون مدیا بگذارد، اما مقامات اتحادیه اروپا نام ویرایش N را پیشنهاد کردند که حرف N حرف اول عبارت Not with Media Player است. با توجه به اینکه قیمت ویرایش بدون مدیا پلیر XP با ویرایش عادی آن یکسان بود کمپانی‌های دل، هیولت پکرد، لنوو و فوجیتسو زیمنس از ویرایشی که به همراه مدیا پلیر است استفاده کردند.

## امکانات جدید و به هنگام شده
ویندوز XP امکانات جدید بسیاری در سری ویندوز دارد:
1. شروع سریع تر و امکان Hibernate
2. واسط کاربرپسند فوق‌العاده، شامل یک فریم‌ورک برای توسعه تم‌های محیط دسک تاپ.
3. تعویض سریع کاربر که امکان کار با کامپیوتر را به چند کاربر می‌دهد که هر کدام دسک تاپ‌های جداگانه و برنامه‌های باز مجزا وضعیت‌های مختلفی را دارند.
4. مکانیسم پردازش فونت clearType که برای افزایش قابلیت خواندن متن در صفحات نمایش کریستال مایع و مانیتورهای مشابه طراحی شده‌است.
5. قابلیت دسک تاپ از راه دور که به کاربران اجازه اتصال به کامپیوترهای یکدیگر و کار با ویندوز XP از طریق شبکه یا اینترنت را می‌دهد.
6. پشتیبانی از اکثر مودم‌های DSL و اتصالات شبکه‌های بیسیم.

ویندوز XP شباهت زیادی به ویندوز ۹۸ دارد، اما می‌توان گفت نسخهٔ کاملتر و پیشرفته تری نسبت به ویندوز ۹۸ می‌باشد. در واقع مزایای XP نسبت به ۹۸ به‌طور کلی عبارتند از:
1. کنترل کاربران
2. امکانات شبکه
3. چند زبانه بودن
4. امنیت بالاتر
5. کاربرد تصاویر دیجیتال
6. ابزار ویرایش فیلم و موسیقی
7. مرورگرهای اینترنتی و سرویس‌های E_mail

## واسط کاربری
- کنترل کاربران
- امکانات شبکه
- چند زبانه بودن
- امنیت بالاتر
- کاربرد تصاویر دیجیتال
- ابزار ویرایش فیلم و موسیقی
- مرورگرهای اینترنتی و سرویس‌های

ویندوز XP یک واسط گرافیکی کاربر جدید بر اساس کارها عرضه کرده‌است. منوی شروع و قابلیت‌های جستجو از نو طراحی شده‌اند و افکت‌های دیداری زیادی اضافه شده‌اند که در زیر برخی از آن‌ها آمده‌اند:
1. قرار دادن ناحیه انتخاب شده در اکسپلورر در یک مستطیل نیمه شفاف.
2. توانایی قرار دادن گرافیک‌هایی به آیکون یک فولدر که می‌تواند نشان دهنده نوع اطلاعات ذخیره شده در فولدر باشد.
3. سایه‌های برچسب آیکون‌های روی دسک تاپ.
4. نوار کناری بر اساس کارهای موجود در پنجره اکسپلورر (کارهای رایج).
5. توانایی گروه کردن دکمه‌های موجود در پنجره یک برنامه در یک دکمه.
6. توانایی قفل کردن نوار کار و دیگر نوار ابزارها به منظور جلوگیری از تغییرات تصادفی.
7. ذخیره برنامه‌های مورد استفاده اخیر در منوی شروع.
8. سایه‌های زیر منوها (ویندوز ۲۰۰۰ سایه‌هایی زیر نشانگر مارس داشت ولی نه زیر منوها).

ویندوز XP تأثیر هر کدام از افکت‌های ویژوال روی کاهش کارایی سیستم را تحلیل می‌کند و سپس تعیین می‌کند که از کدام یک از آن‌ها استفاده کند. استفاده از هر کدام از این افکت‌ها بیش کاری در پردازنده به وجود خواهد آورد. البته کاربران می‌توانند به راحتی تنظیمات مربوط را عوض کنند.
برخی از افکت‌ها همچون آمیختگی آلفا (شفافیت و مات شدن) تنها توسط کارت‌های ویدیو جدید به نمایش در می‌آیند. اما در صورتی که کارت ویدئویی قابلیت نمایش آمیختگی آلفا را نداشته باشد، کارایی سیستم پایین می‌آیند و مایکروسافت توصیه کرده‌است که این افکت‌ها به صورت دستی غیرفعال شوند.
در ویندوز XP می‌توان از «استایل‌های ویژوال» برای تغییر واسط کاربر استفاده کرد؛ ولی استایل‌های ویژوال باید به وسیله مایکروسافت برای اجرا کد شوند. "Luna" نام یک استایل ویژوال است که به همراه ویندوز XP عرضه شده‌است و در ماشین‌های با رم ۶۴ مگابایت به بالا به صورت پیش‌فرض انتخاب می‌شود. "Luna" به عنوان یکی از استایل‌های ویژوال محبوب ویندوز XP است.
عکس پس زمینه پیش‌فرض Bliss یک تصویر از سرزمینی از ناپا والی در بیرون از کالیفرنیا، ناپا است که تپه‌های سبز و آسمان آبی به همراه ابرهایی در آن تصویر مشاهده می‌شود.
در صورت تمایل نیز می‌توان از واسط «کلاسیک» ویندوز ۲۰۰۰ نیز استفاده کرد. چندین نرم‌افزار جانبی وجود دارد که صدها استایل ویژوال مختلف می‌سازند. به علاوه مایکروسافت تمی با نام رویال دارد که در ویرایش Media Center وجود دارد.
البته در بقیه نسخه‌های ویندوز XP نیز وجود دارد.
تم ویندوز «کلاسیک» از واسط مشابه بقیه تم‌های استاندارد ویندوز XP استفاده می‌کند و تأثیر زیادی روی کاهش کارایی ندارد.

### خط فرمان
ویندوز XP یک واسط خط فرمان cmd.exe برای اجرای تک فرمان‌ها و اجرای اسکریپت‌هایی که "Batch file" خوانده می‌شوند. راهنمای سینتکس زبان CLI ویندوز XP به خوبی راهنمای واسط گرافیکی آن تهیه نشده‌است. لیست ساده‌ای از دستورهای ساده موجود در خط فرمان با تایپ "help" به نمایش در می‌آید. سینتاکس کامل یک دستور نیز با تایپ «command-name|?» برای هر دستور به صورت مجزا به نمایش داده می‌شود.

## سرویس پک‌ها
مایکروسافت هر چند وقت یک بار سرویس پک‌هایی برای سیستم عامل ویندوز به منظور رفع مشکلات و اضافه کردن امکانات به آن انتشار می‌دهد.

### سرویس پک یک
سرویس پک ۱ (SP1) ویندوز XP در ۹ سپتامبر ۲۰۰۲ انتشار یافت. از مهم‌ترین امکانات اضافه شده قابل ذکر می‌توان به پشتیبانی از USB ۲٫۰ و امکان “Set program Access and Defaults" اشاره کرد. برای اولین بار کاربران می‌توانند برنامه‌های پیش‌فرض فعالیت‌هایی همچون جستجوی وب و برنامه‌های چت را کنترل و اصلاح کنند. البته این امکان قبلاً در سرویس پک ۳ ویندوز ۲۰۰۰ نیز عرضه شده بود. سرویس پک ۱a نسخه دیگری است که مایکروسافت بعداً انتشار داد و در آن ماشین مجازی جاوا مایکروسافت را در پی دادخواهی شرکت سان مایکروسیستمز از ویندوز حذف کرد. آدرس دهی منطقی بلاک که به سیستم عامل اجازه می‌داد تا هارددیسک‌های با ظرفیت بیشتر از ۱۳۷ گیگا بایت را ببینند در سرویس پک ۱ به صورت پیش‌فرض فعال شد و پشتیبانی از ساتا نیز میسر گشت.
پشتیبانی مایکروسافت از سرویس پک ۱ در ۱۰ اکتبر ۲۰۰۶ پایان پذیرفت.

### سرویس پک ۲
سرویس پک ۲ (با نام کد "Springboard") در ۶ آگوست ۲۰۰۴ پس از تاخیرهای بسیار، با اصلاحات امنیتی ویژه‌ای در ویندوز، انتشار یافت. بر خلاف سرویس‌های قبلی، سرویس پک ۲، امکانات جدیدی به ویندوز XP اضافه کرد. یک دیواره آتش پیشرفته، پشتیبانی بهبود یافته از وای-فای به کمک یک ویزارد، یک Pop-up بلاکر برای اینترنت اکسپورر و پشتیبانی از بلوتوث از جمله قابلیت‌های جدید اضافه شده در سرویس پک ۲ بود. پیشرفت‌های امنیتی که در سرویس پک ۲ عرضه شده بود شامل اضافه کردن یک دیواره آتش به نام Windows FireWall و فعال کردن پیش‌فرض آن بود. حفاظت پیشرفته از حافظه که جلوی سربار بافر پردازنده‌ها را می‌گرفت و پشتیبانی از raw socket را قطع می‌کرد، ملاحظات امنیتی دیگر اعمال شده‌است. این امکان خرابی ناشی از حمله ماشین‌های "Zombie" (که از راه دور با اجرای برنامه‌هایی تمام منابع کامپیوتر را از پای درمی‌آورند) را کاهش می‌دهد. به علاوه در این سرویس پک بهبودهای مرتبط با امنیتی نیز در زمینه جستجو در وب و پست الکترونیکی داده شد. Windows Security Center که در سرویس پک ۲ ارائه شد، یک نظارت کلی بر جنبه‌های امنیتی سیستم از جمله حالت نرم‌افزارهای آنتی‌ویروس، وضعیت بهنگامی ویندوز، و دیواره آتش جدید ویندوز دارد. نرم‌افزارهای آنتی‌ویروس و دیواره آتش می‌توانند در این مرکز امنیتی جدید یکپارچه شوند.
Windows Movie Maker ۲ با افکت‌های ویدئویی و گزینه‌های جدید در این سرویس پک ارائه شد. لیست کاملی از امکانات اضافه شد در۲ SP در وب سایت مایکروسافت وجود دارد.
با انتشار هر سرویس پک ممکن است برخی از برنامه‌ها دیگر کار نکنند و مایکروسافت لیست این برنامه‌ها را در وب سایت خود ذکر کرده‌است.
کمپانی AssetMatrix اعلام کرد که در حدود یک دهم کامپیوترهایی که سیستم عامل ویندوز XP خود را باSP۲ به هنگام کرده‌اند به سختی قادر به اجرای برنامه‌های این کمپانی شدند.
سرویس پک ۲ تغییرات مهمی در ویرایش‌های Tablet Pc و Media Center می‌دهد و از ۲۴ زبان جدید پشتیبانی می‌کند.
تغییرات ویژوالی نیز درSP۲ ایجاد شده‌است. در پرده آغازین ویندوز (جایی که در ابتدای روشن کردن کامپیوتر لوگوی ویندوز XP به همراه سه مربع لغزان در زیر آن به نمایش در می‌آید) عبارت «©۱۹۸۵–۲۰۰۱» و نام ویرایش (به عنوان مثال «Home Edition» یا "Professional")حذف شده‌است.
در ویرایش خانگی رنگ مربع‌های لغزان از سبز به آبی تغییر کرده‌است. به علاوه آیکون اتصال شبکه بیسیم که دو کامپیوتر را نشان می‌داد (مشابه آیکون اتصال LAN) تغییر کرده‌است و تنها یک کامپیوتر است که سمبل یک موج رادیویی در سمت راست آن مشاهده می‌شود.
در حالی که نگاه‌ها به سمت SP۲ مثبت بود، بعضاً انتقاداتی از سوی برخی کارشناسان نیز مطرح می‌شد، توماس گرین از The Register ادعا می‌کند که SP۲ تنها یک مسکن مسخره برای جنبه‌های امنیتی ویندوز است.
درSP۲ بهبودهای امنیتی سطح پایینی صورت گرفته‌است و بسیاری از آن‌ها نیز به ادمین و کاربر نشان داده نشده‌است و اشکالات زیادی هنوز در آن مشاهده می‌شود، فعال بودن بسیاری از سرویس‌ها و مؤلفه‌های شبکه‌ای، اجازه دسترسی‌های اشتباه، آسیب‌پذیری زیاد Internet Explorer وOutlook Expres در مقابل اسکریپت‌های مخرب و نصب یک بسته فیلتر که فاقد ظرفیت کافی برای خروج از فیلترینگ است، از جمله اشکالات رفع نشده‌است.

### سرویس پک ۳
سومین و آخرین سرویس پک، از طریق کانال های مختلف بین آوریل و ژوئن 2008، حدود یک سال پس از انتشار ویندوز ویستا، و حدود یک سال قبل از انتشار ویندوز 7 منتشر شد. Service Pack 3  برای Windows XP x64 Edition، که مبتنی بر هسته ویندوز سرور 2003 بود و در نتیجه، از سرویس پک های آن به جای نسخه‌های دیگر استفاده می‌کرد، در دسترس نبود
در 10 ژوئیه 2008 به طور خودکار به کاربران به روز رسانی خودکار ارسال شد.  یک مرور کلی از مجموعه ویژگی‌ها که جزئیات ویژگی‌های جدید را به‌صورت جداگانه به‌عنوان به‌روزرسانی‌های مستقل ویندوز XP، و همچنین ویژگی‌های پشتیبان‌شده از ویندوز ویستا، توسط مایکروسافت ارسال شد. در مجموع 1174 اصلاح در SP3 گنجانده شده است. Service Pack 3 را می توان بر روی سیستم هایی با اینترنت اکسپلورر تا نسخه 8 نصب کرد.  اینترنت اکسپلورر 7 به عنوان بخشی از SP3 گنجانده نشده است.  همچنین شامل اینترنت اکسپلورر 8 نبود، اما در عوض در ویندوز 7 که یک سال پس از XP SP3 منتشر شد، گنجانده شد.
Service Pack 3 شامل پیشرفت‌های امنیتی بیش از SP2 بود، از جمله APIهایی که به توسعه‌دهندگان اجازه می‌داد تا پیشگیری از اجرای داده‌ها را برای کدشان فعال کنند، مستقل از تنظیمات اجرای سازگاری در سراسر سیستم، رابط ارائه‌دهنده پشتیبانی امنیتی،بهبودهایی در WPA2  امنیت، و نسخه به روز شده ماژول ارائه دهنده رمزنگاری پیشرفته مایکروسافت که دارای گواهی FIPS 140-2 است.
با ترکیب تمام به‌روزرسانی‌های منتشر شده قبلی که در SP2 گنجانده نشده‌اند، Service Pack 3 بسیاری از ویژگی‌های کلیدی دیگر را نیز شامل می‌شود.  Windows Imaging Component به فروشندگان دوربین اجازه می دهد تا کدک های تصویر اختصاصی خود را با ویژگی های سیستم عامل، مانند تصاویر کوچک و نمایش اسلاید، یکپارچه کنند.  در ویژگی‌های سازمانی، پروتکل 6.1 دسکتاپ از راه دور شامل پشتیبانی از ClearType و عمق رنگ 32 بیتی روی RDP بود،  در حالی که بهبودهایی در ابزار مدیریت ویندوز در ویندوز ویستا برای کاهش احتمال خرابی مخزن WMI به XP SP3 پشتیبان‌گیری شد.
علاوه بر این، SP3 حاوی به‌روزرسانی‌هایی برای اجزای سیستم عامل Windows XP Media Center Edition (MCE) و Windows XP Tablet PC Edition، و به‌روزرسانی‌های امنیتی برای .NET Framework نسخه 1.0 است که در این نسخه‌ها گنجانده شده است.  با این حال، شامل مجموعه به‌روزرسانی‌های برنامه Windows Media Center در Windows XP MCE 2005 نمی‌شود.SP3 همچنین به‌روزرسانی‌های امنیتی Windows Media Player 10 را حذف نمی‌کند، اگرچه پخش‌کننده در Windows XP MCE 2005 گنجانده شده است.  نوار آدرس DeskBand در نوار وظیفه دیگر به دلیل نگرانی‌های مربوط به نقض ضدتراست گنجانده نشده است.
بسته‌های غیررسمی دانلود SP3 ZIP در یک وب‌سایت از بین رفته به نام The Hotfix از سال 2005 تا 2007 منتشر شد. مالک وب‌سایت، اتان سی. آلن، کارمند سابق مایکروسافت در تضمین کیفیت نرم‌افزار بود و روزانه مقالات پایگاه دانش مایکروسافت را بررسی می‌کرد و رفع‌های فوری جدیدی را که مایکروسافت به صورت آنلاین در مقالات قرار می‌داد دانلود می‌کرد.  مقالات دارای یک برچسب "kbwinxppresp3fix" و یا "kbwinxpsp3fix" خواهند بود، بنابراین به آلن اجازه می‌دهد تا به راحتی پیدا کند و تعیین کند که چه اصلاحاتی برای انتشار رسمی SP3 برنامه‌ریزی شده است.  مایکروسافت در آن زمان علناً اعلام کرد که بسته SP3 غیر رسمی است و به کاربران توصیه کرد که آن را نصب نکنند. آلن همچنین یک بسته Vista SP1 را در سال 2007 منتشر کرد که برای آن آلن یک ایمیل توقف و توقف از مایکروسافت دریافت کرد
Windows XP Service Pack 3 بعداً در Windows Embedded Standard 2009 و Windows Embedded POSReady 2009 قرار گرفت.

### مسائل امنیتی
ویندوز XP به خاطر استعداد بالایش در جذب نرم‌افزارهای مخرب، ویروس‌ها، تروجان و کرم‌ها مورد انتقاد قرار می‌گیرد. به علاوه این نکته را باید در نظر داشت که مسائل امنیتی با این حقیقت آمیخته‌است که کاربران ویرایش خانگی به‌طور پیش‌فرض یک حساب از یک ادمین دریافت می‌کنند که یک دسترسی نامحدود به جنبه‌های پشتیبانی سیستم می‌دهد. حال اگر حساب ادمین تخریب شود و هیچ قانونی نمی‌تواند محدوده حساب کامپیوتر مورد توافق را مشخص کند.
به خاطر بازار فروش بالا، ویندوز در طول تاریخ هدف جذابی برای سازندگان ویروس بوده‌است. البته حفره‌های امنیتی تا زمانی که کشف نشده‌اند غیرقابل مشاهده هستند، مایکروسافت بیان داشته‌است که انتشار بسته‌های رفع مشکل حفره‌های امنیتی باعث می‌شود که هکرها پی به این مشکل ببرند و به سرعت به کامپیوترهایی که هنوز این مشکل را برطرف نکرده‌اند، حمله کنند.
به منظور کاهش سرعت پخش برنامه‌های مخرب روی کامپیوترهای آسیب‌پذیر، مایکروسافت در SP۲ تعداد اتصالات خروجی TCP/IP را از ۶۵۵۳۵ به ۱۰ کاهش داد.
از آنجایی که بیشتر از این تعداد اتصال خروجی در آن واحد نمی‌تواند برقرار شود، تعداد زیادی اتصال کامل نشده در صف انتظار قرار می‌گیرد. این محدودیت اعتراض بسیاری از نرم‌افزارهای قانونی همچون برنامه‌های همتا به همتا را برانگیخته‌است. البته می‌توان با اضافه کردن یک فایل سیستمی به نام «tcpip.sys» محدوده را به مقدار قبلی افزایش داد.

### فعال‌سازی محصول
فعال‌سازی محصول و مجوز استفاده امر رایجی در نرم‌افزارهای تجاری و صنعتی می‌باشد. (علی‌الخصوص در مورد نرم‌افزارهای تک کاربره با قیمت‌های بالا) ویندوز XP نیز دلایل بسیاری دارد که کاربران کامپیوتری در ابتدای استفاده سیستم عامل خود را به مایکروسافت معرفی نمایند. سیستم به مایکروسافت معرفی می‌شود تا از انتشار نسخه‌های غیرمجاز جلوگیری شود.
برای فعال‌سازی به یک کامپیوترویک کاربر خاص نیاز است که سیستم عامل را در یک محدوده زمانی مشخص فعال کند. حال در طول این مدت اگر دو یا بیشتر از دو مؤلفه مرتبط کامپیوتر به هنگام شود، ویندوز تا زمان فعال‌سازی مجدد توسط مایکروسافت اجرا نخواهد شد.

### محدودیت کپی
سرویس پک‌های ویندوز XP طوری طراحی شده‌اند که روی کامپیوترهایی که نسخه نصب شده ویندوز XP با کلید محصول غیرمجاز را دارند، نصب نمی‌شوند. کلید محصول هر نسخه ویندوز XP یکتا است و به همراه مستندات آن به صاحب محصول ارسال می‌شود، اما تعداد محدودی از این کلیدها در اینترنت انتشار یافته‌اند و بسیاری از کاربران از این کلیدها استفاده و ویندوز را غیرمجاز نصب می‌کنند. در هر سرویس پک لیستی از این کلیدهای نامعتبر اضافه می‌شود تا جلوی نشر غیرمجاز و بدون اعتبار ویندوز گرفته شود.
مایکروسافت درSP۲ یک موتور تشخیص کلید معتبر اضافه کرد که می‌توانست کلیدهای ممنوعه را حتی اگر تا به حال از آن‌ها استفاده هم نشده‌است را پیدا کند. البته پس از سروصدای زیاد مشاوران امنیت کامپیوتری که در نتیجه مشکلاتی که این موتور حتی برای کاربران مجاز ویندوز XP پدیدآورد، در انتها مایکروسافت تصمیم به غیرفعال کردن موتور تشخیص کلیدهای نامعتبر گرفت.
در حال حاضرSP۲ تنها لیست سیاه موجود در سرویس پک ۱ را چک می‌کند.
این بدین معنی است که آن‌هایی که از کپی‌های ویندوز XP استفاده می‌کنند که اخیراً کلید آن‌ها لو رفته‌است می‌تواند به راحتی SP۲ را به سیستم عامل خود اضافه کنند.

### Windows Genuine Advantage
Windows Genuine Advantage امکانی است که قانونی بودن گواهی ویندوز XP را چک می‌کند. در صورتی که تشخیص داده شود کلید نامعتبر است اعلانی مرتباً به کاربر گوشزد خواهد کرد که مجوز استفاده را از مایکروسافت خریداری نماید. به علاوه با این تشخیص دسترسی کاربر به بسته‌های جدید مایکروسافت قطع می‌شود و دیگر نمی‌تواند نسخه‌های جدید نرم‌افزارهایی همچون دیرکت‌اکس، ویندوز دیفندر، اینترنت اکسپلورر و دیگر محصولات مایکروسافت را نصب کند.
دانلودهایی که تحت عنوان «به هنگام‌سازی بحران امنیتی» نامگذاری شده‌اند بدون مداخله کاربران به صورت خودکار انجام می‌شوند. اعلان "WGA" هر بار که کاربر به اینترنت وصل می‌شود، ظاهر می‌شود و به همین خاطر مورد اعتراض بسیاری از کاربران قرار گرفته‌است. برخی ادعا می‌کنند که این اعلان هیچ تفاوتی با spywareها ندارد و برخی دیگر حتی ادعا کرده‌اند که "WGA" نسخه ویندوز اصلی آن‌ها را به اشتباه، دزدی معرفی کرده‌است. به هر حال به خاطر اینکه این امکان هنوز در فاز آزمایش است، مایکروسافت امکان حذف آن را مهیا نکرده‌است و تنها دستورالعمل حذف دستی آن را به کاربران می‌گوید.
البته دانلودهای خودکار مایکروسافت نیز می‌تواند اجباری نباشد، بدین صورت که کاربران باید تنظیم به هنگام‌سازی خودکار ویندوز خود را در حالتی ست کنند که همیشه و قبل از شروع دانلود به آن‌ها بگوید که چه چیزی قرار است دانلود شود و کاربران نیز می‌توانند به راحتی جلوی نصب اعلان WGA را بگیرند و از بهنگام‌ساز ویندوز بخواهند که کارش را در زمان دیگری ادامه دهد.

### پشتیبانی مجدد
از ۲۰ فروردین ۱۳۹۳، شرکت مایکروسافت پشتیبانی ویندوز اکس‌پی را متوقف کرد اما به دلیل حملهٔ گستردهٔ باج افزار واناکرای مایکروسافت وصله ای برای رفع آسیب‌پذیری ویندوز XP منتشر کرد. همچنین عدم بروزرسانی برای ویندوز برابر است با آسیب‌پذیری در مقابل ویروس‌ها و خطرات احتمالی که مطمئناً در صورت عدم پشتیبانی از این سیستم‌عامل آن را مورد حملهٔ خود قرار خواهند داد. همان‌طور که اشاره شد، با اعلام عدم پشتیبانی از ویندوزXP، هکرها و افرادی که در پی سرقت اطلاعات و سوءاستفاده از این موقعیت هستند دست به کار شده و کاربرانی را که هنوز این سیستم‌عامل را مود استفاده قرار می‌دهند، زیر بار حملات خود خواهند گرفت؛ در نتیجه سیستم شما بسیار آسیب‌پذیر خواهد بود.

## استفاده ولادمیر پوتین
ولادمیر پوتین رئیس‌جمهور روسیه، به گزارش روزنامه گاردین در یکی از نگاره‌های گرفته شده، درحال استفاده از ویندوزXP است.